# Троизи, Эмануэле
Эмануэле Троизи (итал. Emanuele Troise; род. 10 февраля 1979, Волла, Кампания) — итальянский футболист и тренер.

## Карьера
Начинал свою карьеру в «Наполи», с которой Троизи в 2000 году пробился в Серию A. Вызывался в молодежную сборную Италии. Затем защитник выступал в итальянской элите за «Болонью». Всего в Серии А провёл 31 матч и забил 1 гол. С 2008 по 2010 год итальянец играл в клубе греческой Суперлиги «Пантракикос».
После завершения карьеры перешёл на тренерскую работу. Несколько лет Троизи трудился с юниорской и молодёжной командой «Болоньи». В августе 2020 года специалист самостоятельно возглавил коллектив Серии C «Мантова». 23 ноября 2021 года наставник был назначен на пост главного тренера «Кавезе».

## Достижения

### Футболиста
- Вице-чемпион Серии B (1): 1999/00

### Тренера
- Победитель Турнира Виареджо (1): 2019